# Вилье-Сен-Дени
Вилье́-Сен-Дени́ (фр. Villiers-Saint-Denis) — коммуна во Франции, находится в регионе Пикардия. Департамент коммуны — Эна. Входит в состав кантона Эссом-сюр-Марн. Округ коммуны — Шато-Тьерри.
Код INSEE коммуны — 02818.

## Население
Население коммуны на 2010 год составляло 1051 человек.
| 1962 | 1968 | 1975 | 1982 | 1990 | 1999 | 2010 |
| ---- | ---- | ---- | ---- | ---- | ---- | ---- |
| 583  | 670  | 668  | 768  | 798  | 843  | 1051 |

## Экономика
В 2010 году среди 696 человек трудоспособного возраста (15—64 лет) 500 были экономически активными, 196 — неактивными (показатель активности — 71,8 %, в 1999 году было 73,4 %). Из 500 активных жителей работали 463 человека (229 мужчин и 234 женщины), безработных было 37 (18 мужчин и 19 женщин). Среди 196 неактивных 63 человека были учениками или студентами, 66 — пенсионерами, 67 были неактивными по другим причинам.